# Magba
Magba – miasto w Kamerunie, w regionie Zachodni, w departamencie Noun.